# Ө̄
Ө̄, ө̄(Oe with macron)은 키릴 문자의 일종이다. 이 문자는 셀쿠프어에서 길고 가까운 중간 앞 둥근 모음 /øː/를 나타내는 데 사용되며 윌타어에서는 긴 /o~ɵː/를 나타내는 데 사용된다.
2016년에 새로운 알파벳이 출판될 때까지 네기달어에서는 긴 중간 중간 둥근 모음 /ɵː/을 나타내는 데 사용되었다.